# Exilisciurus
Az Exilisciurus az emlősök (Mammalia) osztályának a rágcsálók (Rodentia) rendjébe, ezen belül a mókusfélék (Sciuridae) családjába tartozó nem.

## Rendszerezés
A nembe az alábbi 3 faj tartozik:
- Exilisciurus concinnus Thomas, 1888
- síksági törpemókus (Exilisciurus exilis) Müller, 1838 - típusfaj
- hegyi törpemókus (Exilisciurus whiteheadi) Thomas, 1887